# Браян Рейнольдс
Браян Рейнольдс (англ. Bryan Reynolds, нар. 28 червня 2001, Форт-Верт) — американський футболіст, захисник італійського клубу «Рома» і національної збірної США. На правах оренди грає за бельгійський «Вестерло».

## Клубна кар'єра
Народився 28 червня 2001 року в місті Форт-Верт. Вихованець футбольної школи клубу «Даллас». 22 листопада 2016 року «Даллас» підписав з 15-річним Рейнолдсом контракт за правилом доморощеного гравця на сезон 2017. Його дебют відбувся 30 березня 2019 року в матчі фарм-клубу «Далласа» в Першій лізі USL «Норт Тексас» проти «Чаттануга Ред Вулвз». За «Даллас» в MLS він дебютував 19 травня 2019 року в матчі проти «Лос-Анджелеса», вийшовши на заміну на 88-й хвилині замість Хесуса Феррейри. 27 серпня 2019 року в матчі «Норт Тексаса» проти «Саут Джорджія Торменти» забив свій перший гол у дорослії кар'єрі. У листопаді 2019 року протягом двох тижнів тренувався з молодіжними складами мюнхенської «Баварії». Після від'їзду Реджі Кеннона до Європи у вересні 2020 року Рейнольдс став основним правим захисником «Далласа». 23 вересня 2020 року Рейнольдс підписав з «Далласом» новий чотирирічний контракт до кінця сезону 2024 з опцією продовження на сезон 2025.
1 лютого 2021 року Рейнольдс відправився в клуб італійської Серії A «Рома» в шестимісячну оренду з подальшим обов'язковим викупом та підписанням контракту до літа 2025 року. Сума трансферу склала $8,12 млн (€6,75 млн) з можливим збільшенням до $15 млн (€12,4 млн) у разі виконання певних умов. «Даллас» зберіг частку від наступного переходу гравця в 15 %.
Протягом року взяв участь у 6 іграх Серії A, після чого на початку 2022 року для здобуття ігрової практики був відданий в оренду до бельгійського «Кортрейка». Влітку того ж року продовжив виступи в Бельгії, однак вже у складі «Вестерло».

## Виступи за збірні
2016 року дебютував у складі юнацької збірної США (U-16), за яку зіграв 3 гри.
У 2017 році в складі збірної США до 17 років Рейнольдс брав участь в юнацькому чемпіонаті КОНКАКАФ в Панамі, на якому зіграв у 3 матчах і забив гол у грі з Кубою (6:2), здобувши з командою срібні нагороди турніру. Цей результат дозволив збірній поїхати на юнацький чемпіонат світу, що пройшов того ж року в Індії. Там Рейнольдс зіграв лише один матч, а американці дійшли до чвертьфіналу турніру. Загалом на юнацькому рівні взяв участь у 24 іграх, відзначившись 3 забитими голами.
У березні 2021 року дебютував в іграх національної збірної США.
| Дата       | Місто        | Господарі         | Результат | Гості                | Турнір           | Голи | Примітки |
| ---------- | ------------ | ----------------- | --------- | -------------------- | ---------------- | ---- | -------- |
| 28-3-2021  | Белфаст      | Північна Ірландія | 1 – 2     | США                  | товариський матч | -    | 46'      |
| 19-12-2021 | Лос-Анджелес | США               | 1 – 0     | Боснія і Герцеговина | товариський матч | -    | 62'      |
| Усього     |              | Матчів            | 2         |                      | Голів            | 0    |          |